# شرینگ
شرینگ (انگلیسی: Schering AG) شرکت داروسازی آلمانی است، که در سال ۱۸۵۱ تأسیس شد و هم‌اکنون زیرمجموعه‌ای از شرکت بایر آگ می‌باشد.